# Bhajan Lal Sharma

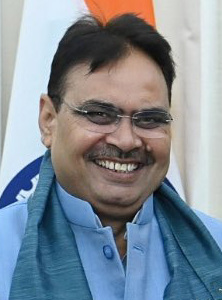
Bhajan Lal Sharma (2023)

Bhajan Lal Sharma oder Bhajanlal Sharma (Hindi भजन लाल शर्मा; * 15. Dezember 1966 in Atari, Distrikt Bharatpur, Rajasthan, Indien) ist ein indischer Politiker. Seit dem 15. Dezember 2023 ist er Chief Minister des indischen Bundesstaats Rajasthan.

## Biografie

### Ausbildung und familiärer Hintergrund
Bhajan Lal Sharma wurde als Sohn von Kishan Swaroop Sharma and Gomati Devi in eine Bauernfamilie im Dorf Atari im Distrikt Bharatpur im Osten Rajasthans geboren. Seine Eltern gehören der obersten Brahmanen-Kaste an. Er studierte an der University of Rajasthan in Jaipur, wo er 1989 den Grad eines BA und 1993 einen MA in Politikwissenschaft erlangte. Er heiratete Geeta Sharma, mit der er zwei Söhne hat.

### Politische Laufbahn
Sharma wurde schon zu Schul- und Studienzeiten in hindunationalistischen Organisationen politisch aktiv. Er war Mitglied des Akhil Bharatiya Vidyarthi Parishad (ABVP), der Studentenorganisation des hindunationalistischen Rashtriya Swayamsevak Sangh (RSS), wo er erste Erfahrungen in örtlichen Führungspositionen sammelte. Später wurde er Mitglied der Bharatiya Janata Yuva Morcha (BJYM), der Jugendorganisation der Bharatiya Janata Party (BJP). 1990 nahm er an den ABVP-Protesten gegen die Vertreibung der Hindus aus Kaschmir teil. 1992 beteiligte er sich an der Agitation zum Wiederaufbau des Ram-Mandir-Tempels in Ayodhya, die letztlich zur Zerstörung der dort befindlichen Babri-Moschee führte. Sharma wurde in diesem Zusammenhang kurzzeitig inhaftiert.
2003 kandidierte er erstmals bei einer Wahl zum Parlament von Rajasthan. Er trat als Kandidat einer kleinen Splitterpartei Rajasthan Samajik Nyay Manch (RSNM) an, einer Partei, die sich vor allem an wirtschaftlich benachteiligte Angehörige höherer Kasten (Brahmanen, Bania, Rajputen) wandte und sich gegen Stellenreservierungen für Angehörige benachteiligter gesellschaftlicher Gruppen (insbesondere niederer Kasten) aussprach. Im Wahlkreis Nadbai landete Sharma mit nur 6,28 % der Stimmen aber weit abgeschlagen.
Sharma amtierte viermal in Folge als Generalsekretär der BJP in Rajasthan und erwarb sich dabei den Ruf eines guten Parteiarbeiters und geschickten Organisators. Bei der Wahl in Rajasthan am 25. November 2023 gewann er den Wahlkreis Sanganer für die BJP gegenüber dem zweitplatzierten Kongressparteikandidaten.

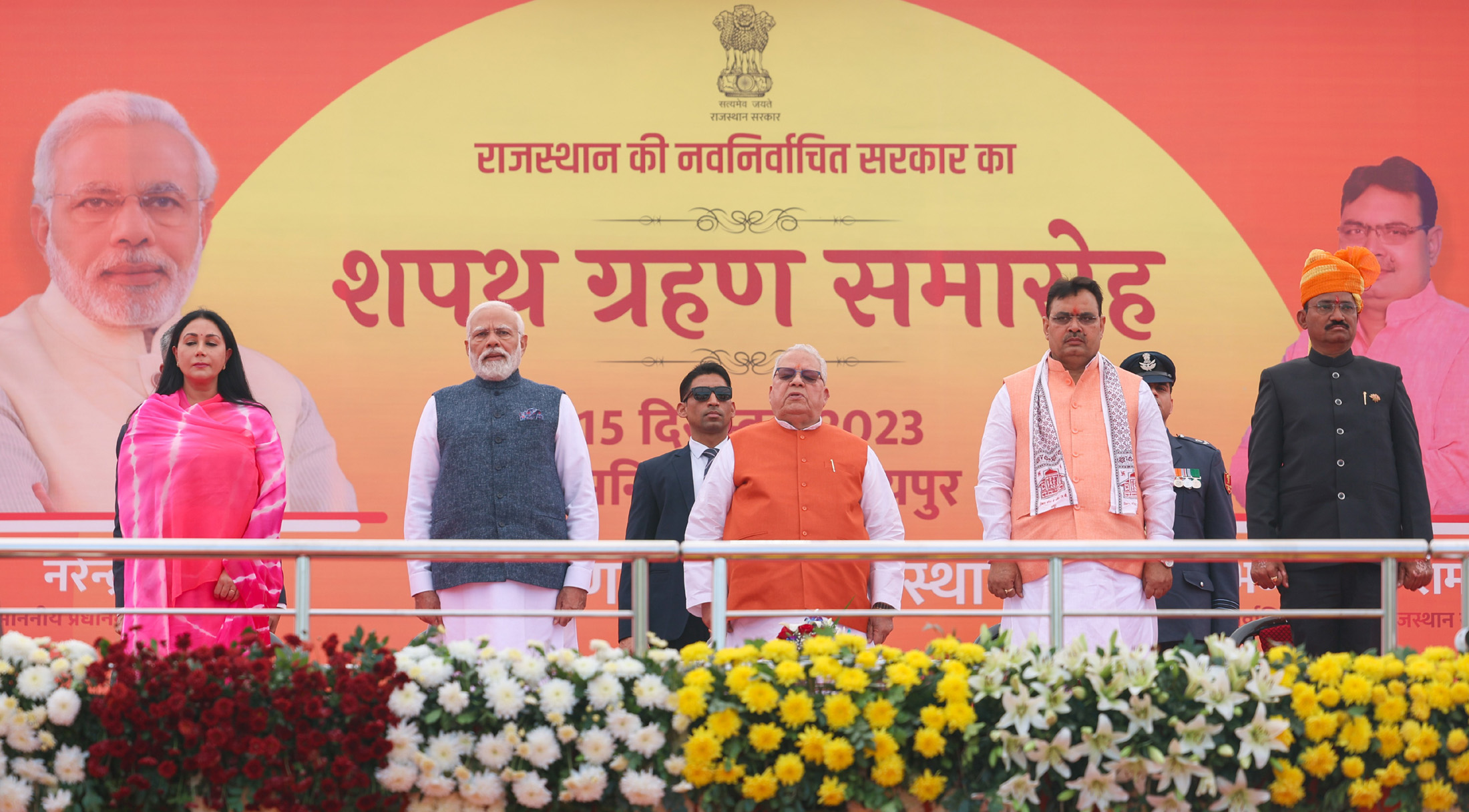
Vereidigung Sharmas in Jaipur in Anwesenheit von Premierminister Narendra Modi

Nach der Wahl, bei der die BJP die große Mehrheit der Parlamentssitze gewinnen konnte, war einige Tage lang zunächst unklar, wen die Parteiführung als künftigen Chief Minister designieren würde. Die Wahl fiel letztlich auf Sharma, der am 15. Dezember 2023 als neuer Chief Minister von Rajasthan vereidigt wurde. Zu Auswahl Sharmas durch die BJP-Parteiführung wurde spekuliert, dass dabei vorrangig Kastenproporzüberlegungen eine Rolle gespielt hatten. Mit der Nominierung Sharmas wolle die BJP besonders die Brahmanen als Wählerklientel ansprechen. Die Brahmanen bilden mit etwa 8 Prozent nach den Jats und Rajputen die drittstärkste Bevölkerungsgruppe in Rajasthan. Andere Kasten, wie Jats und Rajputen, oder Gurjars und Meenas rivalisierten miteinander, so dass die BJP nicht einen Kandidaten aus deren Reihen wählen könne, um nicht die Gegenseite vor den Kopf zu stoßen. Sharma war der erste Brahmane im Amt des Chief Ministers seit Harideo Joshi 1990. Um nicht den Eindruck einer zu starken Bevorzugung der Brahmanen entstehen zu lassen, benannte die BJP-Führung mit Diya Kumari einen Rajputen und mit Prem Chand Bairwa einen Dalit als stellvertretende Chief Minister.